# Belle-Vue (Meix-devant-Virton)
Belle-Vue est un hameau du village de Robelmont, en pays de Gaume, dans la province de Luxembourg (Belgique). Avec Robelmont il fait aujourd’hui partie de la commune de Meix-devant-Virton (Région wallonne).
Sis en bordure de la route nationale 87 le hameau est surtout connu pour le cimetière militaire franco-allemand de la première guerre mondiale qui se trouve à la sortie du hameau, sur la route 875 descendant vers Virton.  
Le hameau a évolue en village-dortoir pour personnes travaillant en France ou au Luxembourg dont les frontières sont proches.